# 高橋秀夫 (実業家)
高橋 秀夫（たかはし ひでお、1938年2月13日〈昭和13年〉- 2024年10月14日）は、日本の実業家。近畿日本ツーリスト代表取締役社長、クラブツーリズム名誉会長（創業者）、世界遺産アカデミー理事長。

## クラブツーリズムの創業
渡航自由化以降、海外旅行市場を牽引してきたのは団体販売だった。しかし、1970年代後半にはマーケットの成熟とともに陰りが見え始め、一般募集のツアーが主流となってきた。
高橋は高齢化社会の余暇産業に着目し、新しい旅行スタイルのビジネス化に取り組んだ。「顧客の声に耳を傾ける」という事業哲学の根本に、「死ぬ当日まで、旅を楽しむ」究極の旅行業を目指した。
この中で、募集型セールスの新しい手法として登場したのが、新聞募集を始めとするメディア販売であった。その先駆けとなったのが、近畿日本ツーリスト渋谷営業所である。1980年に所長に着任した高橋秀夫が積極的な新聞広告展開を指揮しメディア販売を確立した。年金受給者により安価で年に数回行ける旅行を、と提案し（これが今の中高年層・熟年層への旅行販売のもととなった）、日帰り旅行の「びっくりバス」の販売を開始した。催行率80%、バス乗車率44.8人という実績を成し遂げ、取扱人数と販売高は1980年の8100人・17億円から1985年には147万5000人・121億円まで急拡大した。
この功績に対し、「右肩上がりの成長を続けていた海外旅行市場では受け身でも商売はできていたが、無形商品である旅行を販売するのに『待ち』の姿勢だけでは厳しい時代を迎えていました」と、リスクを伴う『攻め』のセールスに取り組んだ当時を振り返っている。

## 経歴
- 1963年 - 関西学院大学文学部卒業
- 1963年 - 近畿日本ツーリスト入社
- 1994年 - 近畿日本ツーリスト取締役
- 1997年 - 近畿日本ツーリスト常務取締役クラブツーリズム事業本部長
- 2000年 - 近畿日本ツーリスト代表取締役社長
- 2004年 - クラブツーリズム代表取締役会長兼最高経営責任者（CEO）
- 2005年 - 世界遺産アカデミー理事長[5]
- 2006年 - クラブツーリズム取締役名誉会長
- 2024年 - 10月14日に死去。86歳没[6]。